# Naxçıvançay
Der Naxçıvançay ist ein linker Nebenfluss des Aras in der zu Aserbaidschan gehörenden Autonomen Republik Nachitschewan.
Der Naxçıvançay entspringt am Nordosthang des Berges Keçəldağ, an der Nahtstelle zwischen Ajozdsorski-Gebirge im Westen und Sangesurkamm im Osten. Der Fluss strömt anfangs in südlicher Richtung, später in südwestlicher Richtung aus dem Bergland. Er passiert das Rayon-Verwaltungszentrum Şahbuz und nimmt den Kükü von rechts auf. Anschließend wird er von einer 1983 fertiggestellten Talsperre zum Vayxır-Stausee (Heydər Əliyev adına (Vayxır) su anbarı) aufgestaut. Der Sələsüzçay mündet ebenfalls von Norden kommend in den Stausee. Kurz darauf ändert der Naxçıvançay seine Richtung und fließt die restliche Strecke nach Süden. Der Cəhriçay, größter Nebenfluss des Naxçıvançay, mündet rechtsseitig in den Fluss. Später durchfließt der Naxçıvançay die Republikhauptstadt Naxçıvan, passiert das Rayon-Verwaltungszentrum Babək und erreicht schließlich das Nordufer des Aras-Stausees. Der Naxçıvançay hat eine Länge von 81 km. Er entwässert ein Areal von 1630 km². Sein mittlerer Abfluss beträgt 5,23 m³/s.